# Puma (bojové vozidlo pěchoty)
Puma je německé bojové vozidlo pěchoty, které bylo vyvinuto jako náhrada za zastarávající Mardery, které budou mezi lety 2010 až 2020 postupně vyřazovány. Masová výroba začala 6. července 2009. Řídící firma je PSM Projekt System Management, spojený podnik firem Krauss-Maffei Wegmann a Rheinmetall Landsysteme. Puma je jeden z nejlépe pancéřovaných BVP při vysokém poměru výkonu a hmotnosti.

## Pancéřování

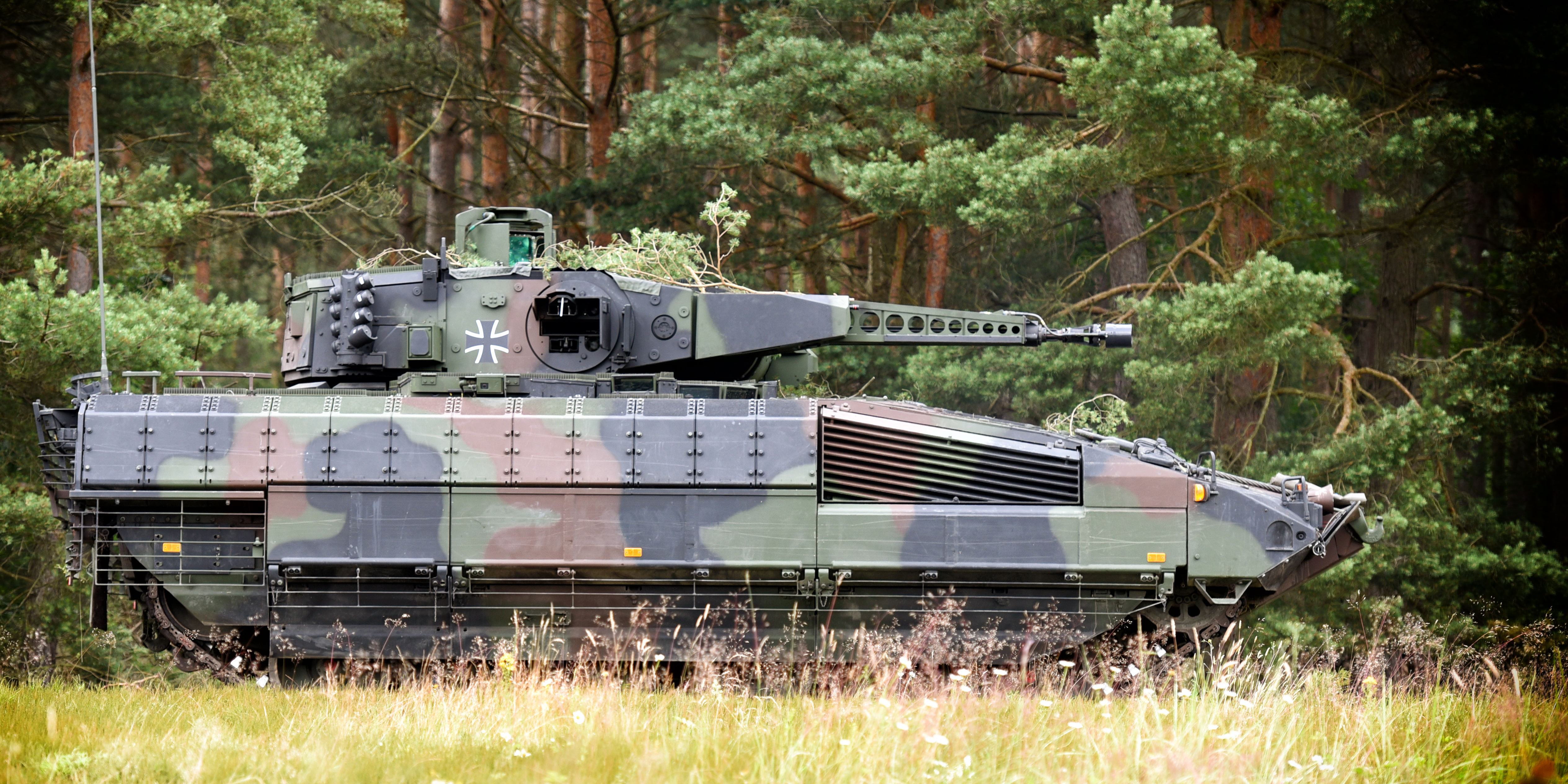
Vozidlo Puma v roce 2016

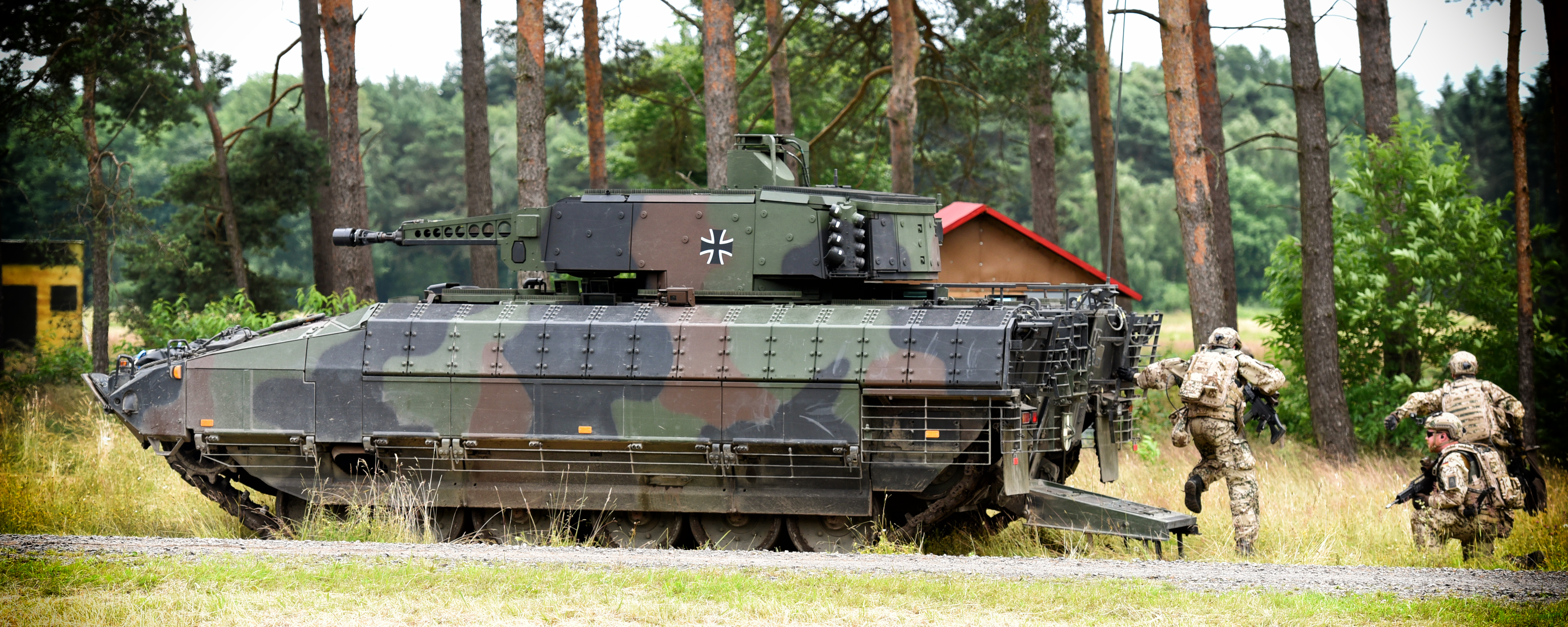
Vozidlo Puma v roce 2016

Z hlediska balistické ochrany se Puma v kategorii bojových vozidel pěchoty pohybuje na světové špičce. Vozidlo má například zaručit posádce přežití při výbuchu miny s ekvivalentem 10 kg TNT. Korba je vyrobena technologií přesně svařovaných ocelových pancéřových plátů a navrchu doplněna přídavným pancéřováním. Toto řešení umožňuje vytvoření balistické ochrany v závislosti na plnění mise a způsobu přepravy na místo určení. V základním provedení údajně poskytne ochranu proti munici ráže 14,5 mm ze všech směrů, čelo korby dokonce vůči projektilu ráže 30 mm. S tímto stupněm ochrany je hmotnost vozidla 31,5 t a je schopná přepravy vyvíjeným letounem A400M. V maximálním stupni odolnosti je zajištěna ochrana proti kumulativním hlavicím pancéřovek a některých protitankových střel. V této konfiguraci je přepravní hmotnost 41 t. U této verze je možnost přepravy lodí nebo po železnici, případně velkokapacitními letouny.

## Uspořádání
Řidič sedí v přední části korby vlevo a kromě jiného má ve svém prostoru displej, na kterém může sledovat venkovní situaci z vnějšího kamerového systému. Střed a pravou část přídě zabírá pohonná jednotka. Ta je tvořena desetiválcovým motorem MTU 892 nové generace s výkonem 800 kW a plně automatickou šestistupňovou převodovkou. Za řidičem sedí střelec, vedle něj přibližně ve středu podélné osy korby má své stanoviště velitel. Oba mají k dispozici displeje, na kterých mohou sledovat zobrazení ze zaměřovačů ve věži a další informace předávané vozidlovým informačním systémem.

## Výzbroj

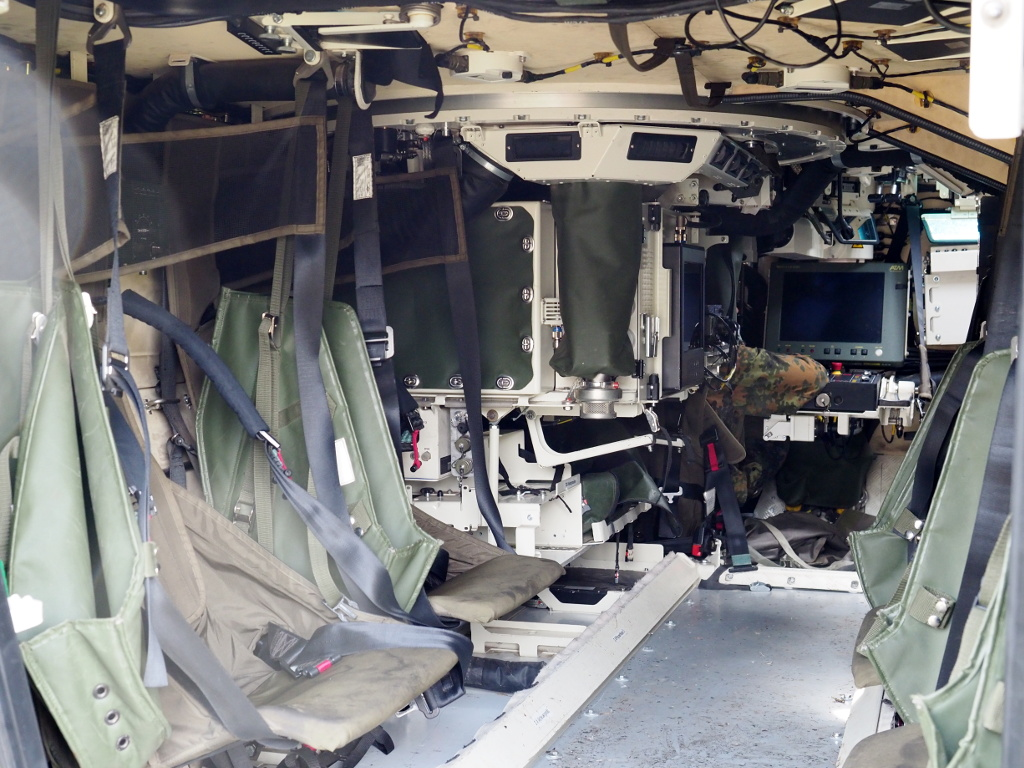
Interiér vozidla Puma

Až za středem korby se nachází dálkově ovládaná věž s elektrickým pohonem. Je usazena excentricky na levé straně k ose vozidla. Je úplně oddělena od prostoru posádky a nijak do něho nezasahuje. Ve věži je lafetován automatický 30mm kanon Mauser MK 30-2 s nabíjecím a podávacím zařízením, které umožňuje rychlou volbu mezi dvěma druhy munice.